# Oberonia brachyphylla
Oberonia brachyphylla är en orkidéart som beskrevs av Ethelbert Blatter och Mccann. Oberonia brachyphylla ingår i släktet Oberonia och familjen orkidéer. Inga underarter finns listade i Catalogue of Life.